# 唐因
唐因（1925年—1997年），原名何庄，笔名于晴，男，上海人，中国作家、文学评论和编辑家，曾任鲁迅文学院副院长、院长，中国作家协会理事。